# العلاقات الإماراتية النيبالية
العلاقات الإماراتية النيبالية هي العلاقات الثنائية التي تجمع بين الإمارات العربية المتحدة ونيبال.

## مقارنة بين البلدين
هذه مقارنة عامة ومرجعية للدولتين:
| وجه المقارنة                                              | الإمارات العربية المتحدة | نيبال                             |
| --------------------------------------------------------- | ------------------------ | --------------------------------- |
| المساحة (كم2)                                             | 83.60 ألف                | 147.18 ألف                        |
| عدد السكان (نسمة)                                         | 9.40 مليون               | 29.40 مليون                       |
| الكثافة السكانية (ن./كم²)                                 | 112.44                   | 199.76                            |
| العاصمة                                                   | أبو ظبي                  | كاتماندو                          |
| اللغة الرسمية                                             | اللغة العربية            | اللغة النيبالية                   |
| العملة                                                    | درهم إماراتي             | روبية نيبالية                     |
| الناتج المحلي الإجمالي (بليون دولار)                      | 382.58 مليار             | 24.47 مليار                       |
| الناتج المحلي الإجمالي (تعادل القوة الشرائية) بليون دولار | 640.72 مليار             | 70.20 مليار                       |
| الناتج المحلي الإجمالي الاسمي للفرد دولار أمريكي          | 40.44 ألف                | 743                               |
| الناتج المحلي الإجمالي للفرد دولار أمريكي                 | 67.67 ألف                | 2.37 ألف                          |
| مؤشر التنمية البشرية                                      | 0.835                    | 0.548                             |
| رمز المكالمات الدولي                                      | +971                     | +977                              |
| رمز الإنترنت                                              | .ae، .امارات             | .np                               |
| المنطقة الزمنية                                           | ت ع م+04:00              | UTC+05:45، التوقيت الموحد لنيبال ‏ |

## منظمات دولية مشتركة
يشترك البلدان في عضوية مجموعة من المنظمات الدولية، منها:
| علم المنظمة | اسم المنظمة                               | تاريخ انضمام الإمارات العربية المتحدة | تاريخ انضمام نيبال |
| ----------- | ----------------------------------------- | ------------------------------------- | ------------------ |
|             | مؤسسة التنمية الدولية                     | 23 ديسمبر 1981                        | 6 مارس 1963        |
|             | يونسكو                                    | 20 أبريل 1972                         | 1 مايو 1953        |
|             | مؤسسة التمويل الدولية                     | 30 سبتمبر 1977                        | 7 يناير 1966       |
|             | منظمة حظر الأسلحة الكيميائية              | ?                                     | ?                  |
|             | الأمم المتحدة                             | 9 ديسمبر 1971                         | 14 ديسمبر 1955     |
|             | منظمة الشرطة الجنائية الدولية             | ?                                     | ?                  |
|             | البنك الدولي للإنشاء والتعمير             | 22 سبتمبر 1972                        | 6 سبتمبر 1961      |
|             | الاتحاد البريدي العالمي                   | ?                                     | ?                  |
|             | المركز الدولي لتسوية المنازعات الاستشارية | 22 يناير 1982                         | 6 فبراير 1969      |
|             | وكالة ضمان الاستثمار متعدد الأطراف        | 20 أكتوبر 1993                        | 9 فبراير 1994      |
|             | منظمة التجارة العالمية                    | ?                                     | ?                  |
|             | الفريق المعني برصد الأرض                  | ?                                     | ?                  |

## وصلات خارجية
- موقع وزارة الخارجية الإماراتية
- موقع وزارة الخارجية النيبالية